# Nyaung U
Nyaung U (birmanisch ညောင်ဦးမြို့, BGN/PCGN: nyaung-umyo) ist eine Stadt in Myanmar. Sie ist administratives Zentrum des gleichnamigen Distrikts Nyaung U in der Division Mandalay, sowie auch der Gemeinde Nyaung U, der einzigen im Distrikt.

## Lage
Nyaung U liegt am Ostufer des Flusses Irrawaddy.

## Sehenswürdigkeiten

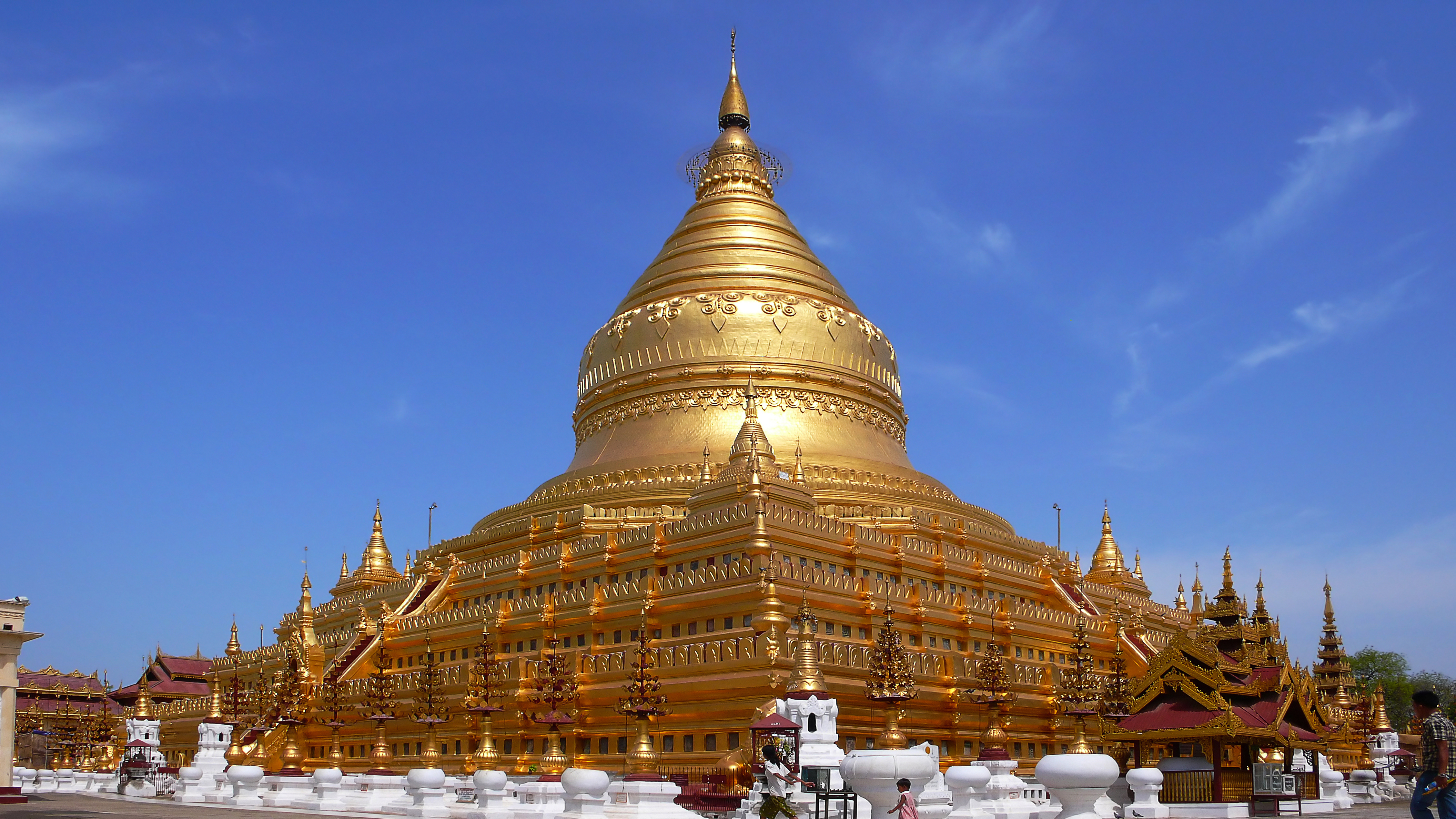
Shwezigon-Pagode

In Nyaung U befindet sich die Shwezigon-Pagode.
Nyaung U ist einer der wichtigsten Ausgangspunkte für Besichtigungen des Tempelareals von Bagan.

## Infrastruktur
Nyaung U besitzt einen Flughafen (IATA: NYU).
Mit der Bahn ist Nyaung U über einen eigenen Bahnhof zu erreichen – von dort sind es noch wenige Kilometer, für die am Bahnhof bereits Taxen bei Zugankunft warten.
In Nyaung U besteht eine stetig wachsende touristische Infrastruktur mit zahlreichen Hotels und Unterkünften verschiedener Kategorien und einem recht großen Angebot an Restaurants.

## Söhne und Töchter
- Francis Than Htun (* 1974), römisch-katholischer Weihbischof in Yangon